# Бройберг
Бройберг (на немски: Breuberg) е град в Хесен, Германия, със 7432 жители (31 декември 2014). Намира се в северен Оденвалд.
- Замък Бройберг през лятото 2006